# Jan Walewski (1908–1978)
Jan Walewski (ur. 1908 w Będzinie, zm. 2 czerwca 1978) – polski adwokat, dyrektor Biblioteki Głównej Politechniki Łódzkiej w latach 1963–1973.

## Życiorys
Urodził się w 1908 roku w Będzinie. W 1931 roku ukończył studia na Wydziale Prawa Uniwersytetu Warszawskiego, zyskując tytuł magistra prawa. Zaliczył aplikanturę sądową i zdał egzamin sędziowski. Pracował w Sądach Okręgowych Siedlec i Łomży, od 1937 pracował w Sądzie Okręgowym w Łodzi.
Po wybuchu II wojny światowej działał w ruchu oporu, w 1939 roku został aresztowany przez Niemców i osadzony w więzieniu na Radogoszczu. W 1940 roku odzyskał wolność. W czasie okupacji przerwał działalność adwokacką i podjął pracę tłumacza z języka niemieckiego oraz w ruchu spółdzielczym. Był żołnierzem Armii Krajowej i uczestniczył w powstaniu warszawskim. Za wojenną, konspiracyjną działalność został odznaczony Złotym Krzyżem Zasługi z Mieczami, Krzyżem Partyzanckim, Medalem za Warszawę 1939–1945, Medalem Zwycięstwa i Wolności. Po zakończeniu wojny powrócił na krótko do sądownictwa i do końca 1945 roku zajmował stanowisko wiceprokuratora Specjalnego Sądu Karnego w Łodzi.
Ze względu na pogarszający się stan zdrowia zrezygnował z pracy w sądownictwie i został wpisany na listę adwokatów. Uprawiał ten zawód do 1962 roku. Po przebytym zawale zrezygnował z intensywnego wykonywania czynności adwokackich i rozpoczął poszukiwanie spokojniejszego zajęcia. W lutym 1962 roku został zatrudniony na pół etatu na stanowisku radcy prawnego w Politechnice Łódzkiej. Uzyskując wiedzę o nieobsadzonym od kilku lat stanowisku dyrektora Biblioteki Głównej PŁ wystąpił z prośbą o powierzeniu mu tej funkcji. Pomimo że Walewski nie spełniał warunków wymaganych od kandydata na dyrektora biblioteki szkoły wyższej, rektor przychylił się pozytywnie do jego prośby.
Z dniem 1 października 1963 roku Jan Walewski został powołany na stanowisko dyrektora Biblioteki Głównej Politechniki Łódzkiej. Rozpoczął porządkowanie zgromadzonych w bibliotece zbiorów specjalnych (normy, opisy patentowe, akty prawne) i przygotowanie ich do udostępniania. Stworzył oddzielną czytelnię tych dokumentów. Nawiązał bliskie kontakty z rzecznikiem patentowym PŁ. Uporządkował obieg dokumentów finansowych, uczestniczył w selekcji i spisach kontrolnych księgozbiorów. Za jego kadencji zintensyfikowano również prace nad dokumentowaniem działalności naukowej Uczelni, w tym Bibliografią dorobku piśmienniczego pracowników PŁ i Bibliografią retrospektywną polskiego piśmiennictwa włókienniczego, zorganizowano także biblioteczną introligatornię. W związku z brakiem formalnie potwierdzonych, wymaganych ustawą kwalifikacji, Rektor PŁ, w uznaniu dla aktywności zawodowej Walewskiego, wystąpił do Ministra Szkolnictwa Wyższego z wnioskiem o zwolnienie mgra Jana Walewskiego z wymogów kwalifikacyjnych i wyrażenie zgody na zatrudnienie na stanowisku kustosza. Wniosek został rozpatrzony pozytywnie. 31 grudnia 1973 dyrektor Jan Walewski odszedł na emeryturę. Był członkiem ZBoWiD.
Został pochowany na cmentarzu katolickim przy ulicy Ogrodowej w Łodzi. Był żonaty, miał synów. 